# Filip Helander
Filip Viktor Helander (ur. 22 kwietnia 1993 w Malmö) – szwedzki piłkarz występujący na pozycji obrońcy w szkockim  klubie Rangers F.C. oraz w reprezentacji Szwecji. Wychowanek Malmö FF, w swojej karierze grał także m.in. w Hellasie Verona czy Bologna FC.